# Carles de Provença

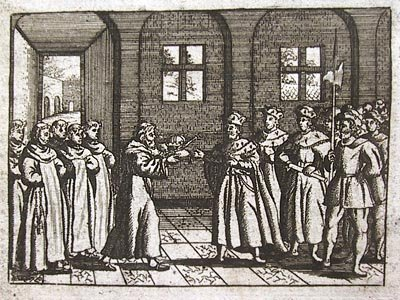
Imatge representant a Lotari I fent el repartiment del regne entre els seus fills: Carles, Lotari i Lluís.

Carles de Provença (845 - 863), rei de Provença (Duc i comte de Provença, duc de Lió) (855-863), de la Dinastia carolíngia.

## Accés al tron
Fill petit de Lotari I i d'Ermengarda de Tours. Va succeir al seu pare quan va abdicar el setembre del 855, va repartir el seu regne, entre els seus tres fills en el tractat de Prüm, pel què Lotari II va rebre Lotaríngia, Lluís II el Jove, va rebre Itàlia i el títol imperial; i Carles de Provença va rebre el Regne de la Baixa Borgonya o regne de Provença i la Borgonya Transjurana. A la mort de Carles en 863 Lotari només va obtenir la sobirania de la Borgonya Cisjurana al nord, el ducat de Lió amb el Viennois, el Vivarès i Uzès, amb el suport de Girard del Roselló mentre la Provença va passar a Lluís.

En color salmó la part que va correspondre a Carles en el repartiment de Prüm

Carles només tenia 10 o 11 anys i a més era epilèptic, per tant va actuar com a regent Girard del Rosselló. Lluís no va estar conforme amb el repartiment patern i va reclamar que Itàlia ja era seva per la donació que li havia fet el seu avi Lluís el Pietós, i que per tant aquest regne era a part i era la resta la que s'havia de repartir entre els tres germans. Lluís va intentar apoderar-se d'aquestes províncies a l'oest dels Alps però no va obtenir suport de la noblesa; llavors va convocar una conferència a Orbe amb els seus dos germans a la zona del llac de Ginebra però no es va arribar a cap acord i els germans van estar a punt d'entrar en guerra. Lotari II volia sacrificar a Carles, i forçar-lo a adoptar l'estat eclesiàstic per repartir el seu territori amb Lluís. Però Carles va ser protegit per la noblesa i finalment els germans van decidir respectar el seu territori i domini.

## Breu regnat
Del reu regnat se'n conserven dos documents que enregistren dues donacions: Un del 856 a l'església de Villeurbanne, a petició del seu tutor Gerard; l'altre del 860 a l'església d'Orange, a petició del comte d'Arles, Fulcre.
L'any 859 el seu germà Lotari II va anar a visitar-lo, convencent-lo de preparar la seva successió tenint en compte la seva mala salut. L'acord que van signar establia que Lotari II quedava designat hereu de Carles i a canvi li cedia les diòcesis de Belley i de Tarentàsia.
L'any 860 va tornar-lo a visitar per demanar-li ajuda amb l'assumpte del seu divorci, però Carles se'n va abstenir. aquell mateix any el seu oncle Carles el Calb va provar de prendre-li les terres, perquè creia que tenia més drets que Lotari II a la successió, però les tropes de Carles el van derrotar.

## Mort
Va morir amb 18 anys el 863 d'un atac d'epilèpsia i fou enterrat a l'església de Sant Pere de Lió, al monestir de monges. Llavors Lotari II que era l'hereu va voler ocupar el tron però al mateix temps l'altre germà, l'emperador Lluís ja entrava des d'Itàlia; la guerra semblava inevitable quan a proposta dels senyors del país van fer de mediadors i van aconseguir que la decisió final es prengués més endavant en una assemblea. Els dos reis van acceptar i Lotari va tornar per Lió el mes de maig del 863. Finalment es van repartir el regne. Lotari només va obtenir la sobirania de la part nord, el ducat de Lió amb el Viennois, el Vivarès (Vivarais) i Uzès, amb el suport de Girard del Roselló. La Provença va passar a Lluís II el Jove, emperador d'Occident i rei d'Itàlia.

## Genealogia
```
Lotari I
 (
795
-† 
855
), emperador (
840
-
855
).
casat el 
821
 amb 
Ermengarda de Tours
 dels 
Eticònides

│
├─Rotrude (?-?).
├─
Lluís II el Jove
 (
825
-† 
875
), rei d'Itàlia i emperador(
855
-
875
).
│ casat amb 
Engelberga

│ │
│ ├─Gisela (?-?), abadesa de Brèscia.
│ └─
Ermengarda d'Itàlia
 (?-?).
│ casada el 
876
 amb 
Bosó de Provença
 del 
Bosònides

│ │
│ └─
Lluís III el Cec
 (vers 
880
-† 
928
), rei de Provença i d'Itàlia i emperador 
│ 
│
├─Ermengarda (?-?).
│ casada amb 
Gislebert de Meuse
, comte de Maasgau de la nissaga dels 
Regniers

│ │
│ └─
Regnier I d'Hainaut
 (?-† 
915
).
├─
Lotari II
 de 
Lotaríngia
 (vers 
825
-† 
869
).
│ 1) casat amb 
Teutberga
 (filla de 
Bosó el Vell
 dels 
Bosònides
) 
│ 2) casat amb 
Waldrada

│ ├─De 2, Hug (?- †
895
).
│ ├─De 2, Gisela (?-?) casada amb el cap normand Godfred.
│ └─De 2 
Berta
 (?-?).
│ 1) casada amb 
Teobald d'Arle
 dels 
Bosònides

│ 2) casada amb 
Adalbert II de Toscana

│ ├─De 1 
Hug d'Arle
 (?- † 
947
), comte d'Arle, rei d'Itàlia (
924
-
945
).
│ ├─De 1 
Bosó d'Arle
 (?-?).
│ ├─De 1 
Teutberga d'Arle
 (vers 
880
/
890
-†abans de setembre del 
948
), casada amb Garnier †
924
), vescomte de Sens i comte de Troyes.
│ │
│ ├─De 2 
Guiu de Toscana
 (?- †
930
), Marquès de Toscana de 
915
 à 930.
│ │ casat amb 
Marozia
 de la nissaga dels 
Teofilactes

│ │ │
│ │ ├─
Hug de Vienne
 (?-?), comte de Vienne.
│ │ └─
Manassès de Toscana
 (?-?), arquebisbe de Toscana
│ │
│ ├─De 2 
Lambert de Toscana
 (?- † després 
938
). Marquès de Toscana el 
931
, cegat per orde d'
Hug d'Arle
 el 931.
│ │
│ └─De 2 Ermengarda de Toscana (?-?).
│ casada amb 
Adalbert I d'Ivrea

│ │
│ └─Anschair de Spolète (av.
923
-?).
│
├─
Carles de Provença
 (
845
-† 
863
), rei de Provença (
855
-
863
).
├─ Carloman (?-?).
└─ X (abans de 
855
-?) casada amb Matfrid comte d'Orléans 
```